# Miskolc zászlaja

Miskolc 1991-től használt zászlaja

Miskolc zászlaja téglalap alakú aranysárga színű, szélein vörös farkasfogakkal. Mezejében Miskolc címere látható, melyet a város 1909-ben kapott, majd a rendszerváltás után visszavett.
A zászlóról és a címerről Miskolc önkormányzatának 1/1990.(XII.29.) számú rendelete rendelkezik. Ebben a 2. § szól a zászló megjelenéséről, az 5. § a használatáról. A rendelet egyben szabályozza a zászló használatának jogát is: a város intézményei fontosabb rendezvényeiken, illetve a város ünnepén (május 11.) külön engedély nélkül jogosultak használni, ezenkívül használható az önkormányzati üléseken és jelentős városi események alkalmával, valamint a városi érdekeltségű regionális rendezvényeken. Más célra kérelemre a polgármester engedélyezheti, enélkül használata szabálysértésnek minősül.
A címerről és a zászlóról szóló rendelet 1991. január 1-jén lépett hatályba, és hatálytalanította a korábbit, Miskolc város volt Tanácsának 6/1974. és az 1/1978. számú rendeleteivel módosított 4/1974. számú rendeletét.